# Bodzewko Drugie
Bodzewko Drugie (prononcé en polonais : [bɔˈd͡zɛfkɔ ˈdruɡʲɛ]) est un village polonais de la gmina de Piaski dans la powiat de Gostyń de la voïvodie de Grande-Pologne dans le centre-ouest de la Pologne.
Il se situe à environ 6 kilomètres au sud de Piaski (siège de la gmina), à 7 kilomètres au sud-est de Gostyń (siège du powiat) et à 64 kilomètres au sud de Poznań (capitale régionale).
Le village possède une population de 141 habitants en 2015.

## Histoire
De 1975 à 1998, le village faisait partie du territoire de la voïvodie de Leszno.

Depuis 1999, Bodzewko Drugie est situé dans la voïvodie de Grande-Pologne.